# Hyloxalus sylvaticus
Hyloxalus sylvaticus är en groddjursart som först beskrevs av Barbour och Noble 1920.  Hyloxalus sylvaticus ingår i släktet Hyloxalus och familjen pilgiftsgrodor. IUCN kategoriserar arten globalt som otillräckligt studerad. Inga underarter finns listade i Catalogue of Life.